# Hugh Smith Thompson
Hugh Smith Thompson, född 24 januari 1836 i Charleston i South Carolina, död 20 november 1904 i New York, var en amerikansk demokratisk politiker. Han var South Carolinas guvernör 1882–1886.
Thompson utexaminerades från militärhögskolan The Citadel där han sedan undervisade under amerikanska inbördeskriget 1861–1865.
Thompson efterträdde 1882 Johnson Hagood som South Carolinas guvernör och efterträddes 1886 av John Calhoun Sheppard. Thompson tjänstgjorde som USA:s biträdande finansminister 1886–1889.
Thompson avled 1904 och gravsattes i Columbia i South Carolina.